# Дневник (филм)
Вижте пояснителната страница за други значения на Дневник.
„Дневник“ е български игрален филм от 1980 година на режисьора Иван Андонов.

## Актьорски състав
Не е налична информация за актьорския състав.